# Sven-Olof Högnäs
Sven-Olof Högnäs, född 21 augusti 1910 i Nedervetil, död 8 juni 1961 i Vasa, var en finländsk författare. Han var bror till Tor Högnäs.
Högnäs utexaminerades 1934 från Nykarleby seminarium och tjänstgjorde sedan fram till 1957 som lärare vid olika svenskösterbottniska folkskolor. Han framträdde redan på 1930-talet som kåsören Bonzo i tidningspressen och blev 1954 journalist vid Jakobstads Tidning samt 1956 Hufvudstadsbladets redaktör i Österbotten. I sitt författarskap var han djupt förankrad i hembygden. Han debuterade 1946 med romanen Och ryktet går, som följdes av andra romaner med österbottniskt motiv, bland annat Paradisplantan (1950, senare dramatiserad) och Borta bra – (1960), den senare en emigrantskildring. Han redigerade kulturtidskriften Horisont från 1954.